# 8797 Duffard
8797 Duffard è un asteroide della fascia principale. Scoperto nel 1981, presenta un'orbita caratterizzata da un semiasse maggiore pari a 3,0729071 UA e da un'eccentricità di 0,1708130, inclinata di 0,20484° rispetto all'eclittica.